# Okres Wejherowo
Okres Wejherowo (polsky Powiat wejherowski) je okres v polském Pomořském vojvodství. Rozlohu má 1285,25 km² a v roce 2024 zde žilo 230 301 obyvatel. Sídlem správy okresu je město Wejherowo.

## Gminy
Městské:
- Reda
- Rumia
- Wejherowo

Vesnické:
- Choczewo
- Gniewino
- Linia
- Luzino
- Łęczyce
- Szemud
- Wejherowo

## Města
- Reda
- Rumia
- Wejherowo

## Sousední okresy
| Růžice kompasu |         |                 |             | Růžice kompasu |
| Růžice kompasu | Lębork  | Sever           | Puck        | Růžice kompasu |
| Růžice kompasu | Lębork  | Okres Wejherowo | Puck        | Růžice kompasu |
| Růžice kompasu | Lębork  | Jih             | Puck        | Růžice kompasu |
| Růžice kompasu | Kartuzy | Kartuzy         | Město Gdyně | Růžice kompasu |